# Catanduva
Catanduva este un oraș în São Paulo (SP), Brazilia.
1. ↑   https://www.catanduva.sp.gov.br/catanduva/, accesat în 26 iunie 2023 Lipsește sau este vid: |title= (ajutor)
2. ↑   https://divulgacandcontas.tse.jus.br/divulga/#/candidato/2020/2030402020/63231/250000834845 Lipsește sau este vid: |title= (ajutor)